# Wiborada

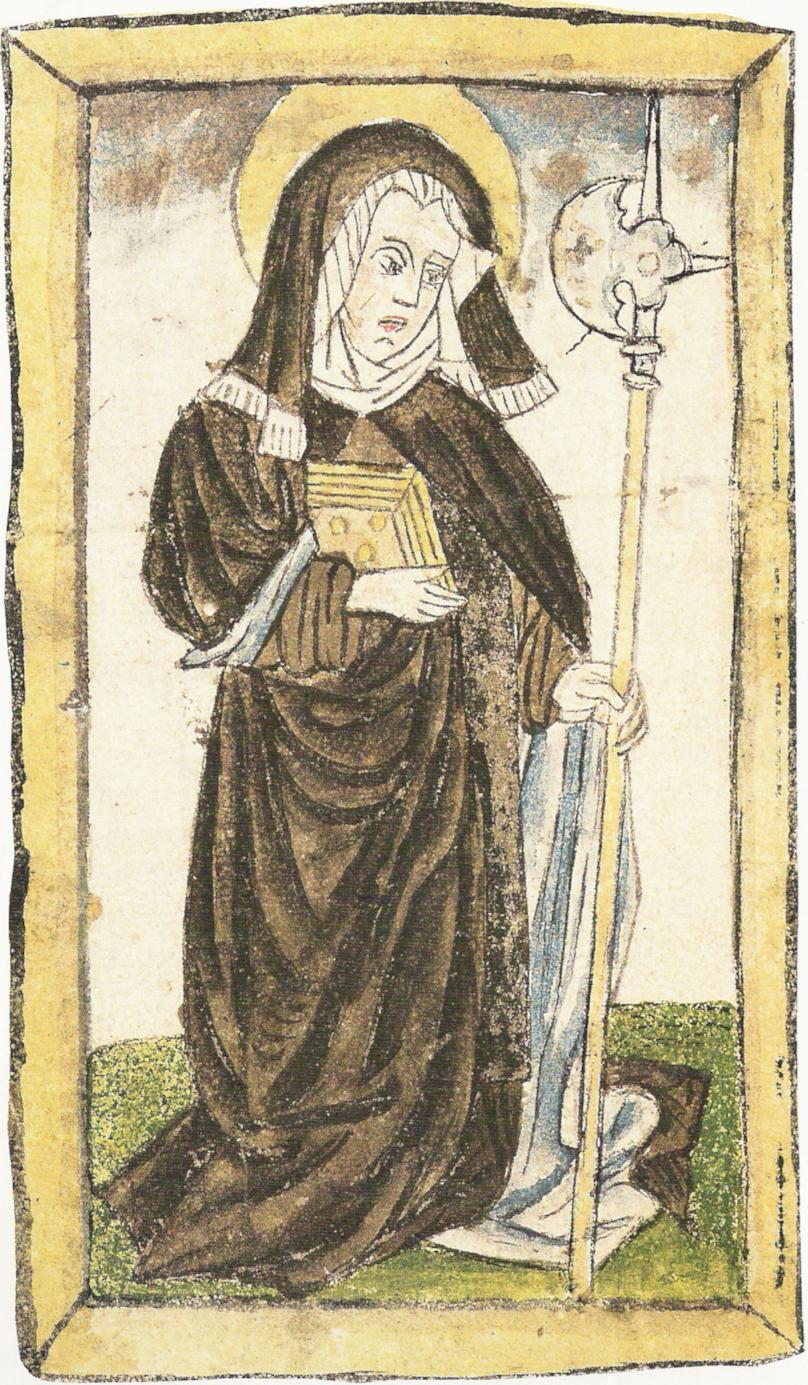
Älteste Darstellung Wiboradas, im Codex Sangallensis 586, um 1430/1436

Wiborada (latinisiert aus ahd. Wiberat; † 1. Mai 926 in St. Gallen) war eine Einsiedlerin, geweihte Jungfrau und Märtyrin der katholischen Kirche. Sie lebte als Inklusin in St. Gallen und wurde während eines Ungarneinfalls getötet. Ihre letzte Ruhestätte in der Kirche St. Mangen war lange Zeit unbekannt, dennoch über Jahrhunderte hinweg Ziel vieler Wallfahrer.
Wiborada wurde im Jahr 1047 von Papst Clemens II. heiliggesprochen und war damit die erste Frau weltweit, die von einem Papst heiliggesprochen wurde. In der seit dem 15. Jahrhundert überlieferten Ikonografie wird Wiborada im Habit dargestellt; als ikonografische Heiligenattribute sind ihr eine (anachronistische) Hellebarde als Verweis auf das Martyrium und ein Buch beigegeben. Sie gilt als Schutzpatronin der Pfarrhaushälterinnen, Köchinnen, Bibliotheken und Bücherfreunde. Ihr Gedenktag wird am 2. Mai als Eigenfeier des Bistums St. Gallen begangen.

## Quellen

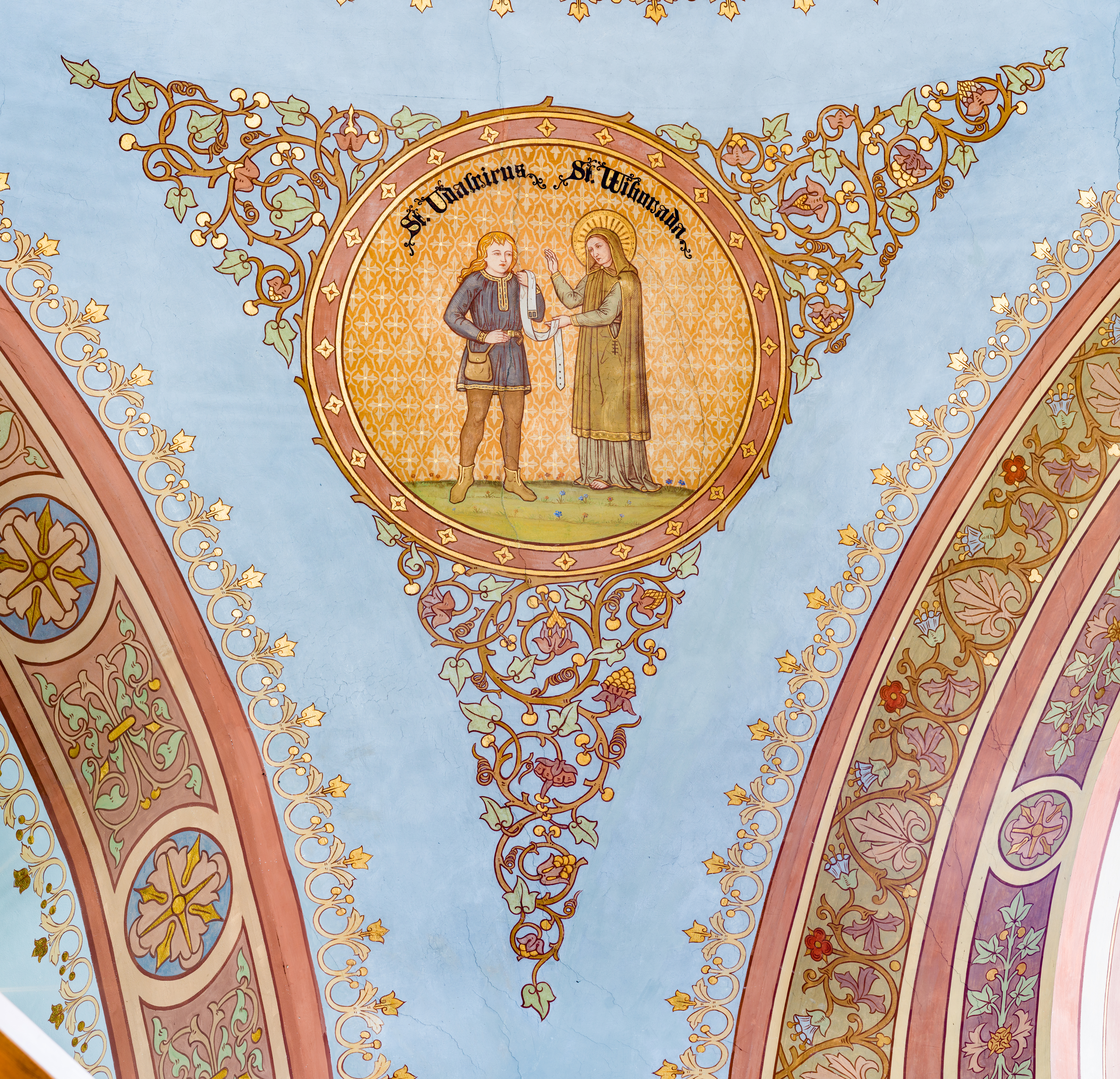
Darstellung des jungen Ulrich mit Wiborada

### Vita I
Die ältere Vita nennt in ihrem Epilog den Dekan Ekkehard I. als Verfasser. Der Epilog führt die Entstehung der Vita I auf ein Wunder zurück: Ekkehard sei durch das Bussgewand Wiboradas von einer Krankheit geheilt worden und habe zuvor das Versprechen abgelegt, ihre Lebensgeschichte zu verfassen, sollte er geheilt werden. Bischof Ulrich von Augsburg, der früher Klosterschüler in St. Gallen gewesen sei, habe ihn bei einem Besuch gefragt, weshalb er sein Versprechen bisher nicht eingelöst habe. Auf diese Weise sei Ekkehard von Ulrich mit dem Niederschreiben der ersten Vita beauftragt worden. Auf diesen Epilog bezieht sich auch der Verfasser der jüngeren Vita, Herimannus von St. Gallen (zu ihm siehe unten), in seinem ausführlichen Prolog. Um dem durch die Neubearbeitung im Raum stehenden Vorwurf der Respektlosigkeit gegenüber seinem bedeutenden Vorgänger zu entgehen, fügte er als Hommage an diesen an passender Stelle, beim Vorrücken der Ungarn nach St. Gallen, ein – in der kritischen Edition nicht nachgewiesenes – Zitat (Vers 51, zitiert in c. 34) aus dessen Jugendwerk, dem Waltharius, ein. In anderen Quellen wird der Verfasser der Vita I nicht erwähnt.
Die Vita I ist in drei Handschriften erhalten. Sie ist einerseits im dritten Band des Stuttgarter Passionale (Bibl. fol. 56–58) überliefert, des Hauptstückes der Handschriften des Klosters Zwiefalten, die seit 1802 in der Württembergischen Landesbibliothek in Stuttgart aufbewahrt werden. Der dritte Band des Stuttgarter Passionale ist nahezu vollständig erhalten und enthält neben der Vita Wiboradas 45 weitere Heiligenlegenden, darunter diejenigen der St. Galler Heiligen Gallus, Otmar und Magnus. Der Band wurde um 1144 geschrieben und stammt, wie Untersuchungen der Initialen ergaben, aus dem Kloster Hirsau, von wo er ins Kloster Zwiefalten und nach dessen Säkularisation in die Württembergische Landesbibliothek gelangte. Die Vita umfasst 46 Kapitel. Die zweite Handschrift, die von 1464 datiert, stammt aus der Reichsabtei Sankt Ulrich und Afra in Augsburg und wird in der Augsburger Staats- und Stadtbibliothek aufbewahrt. Von zwei Manuskripten der Vita I in den Klöstern Dillingen und Wiblingen, die als Grundlage einer fehlerhaften Edition der Bollandisten aus dem 17. Jahrhundert dienten und als verschollen galten, ist das aus Wiblingen wiederentdeckt (London, Brit. mus. addit. 10933) und in seinem Wert für die Textgestaltung erkannt worden.

### Vita II

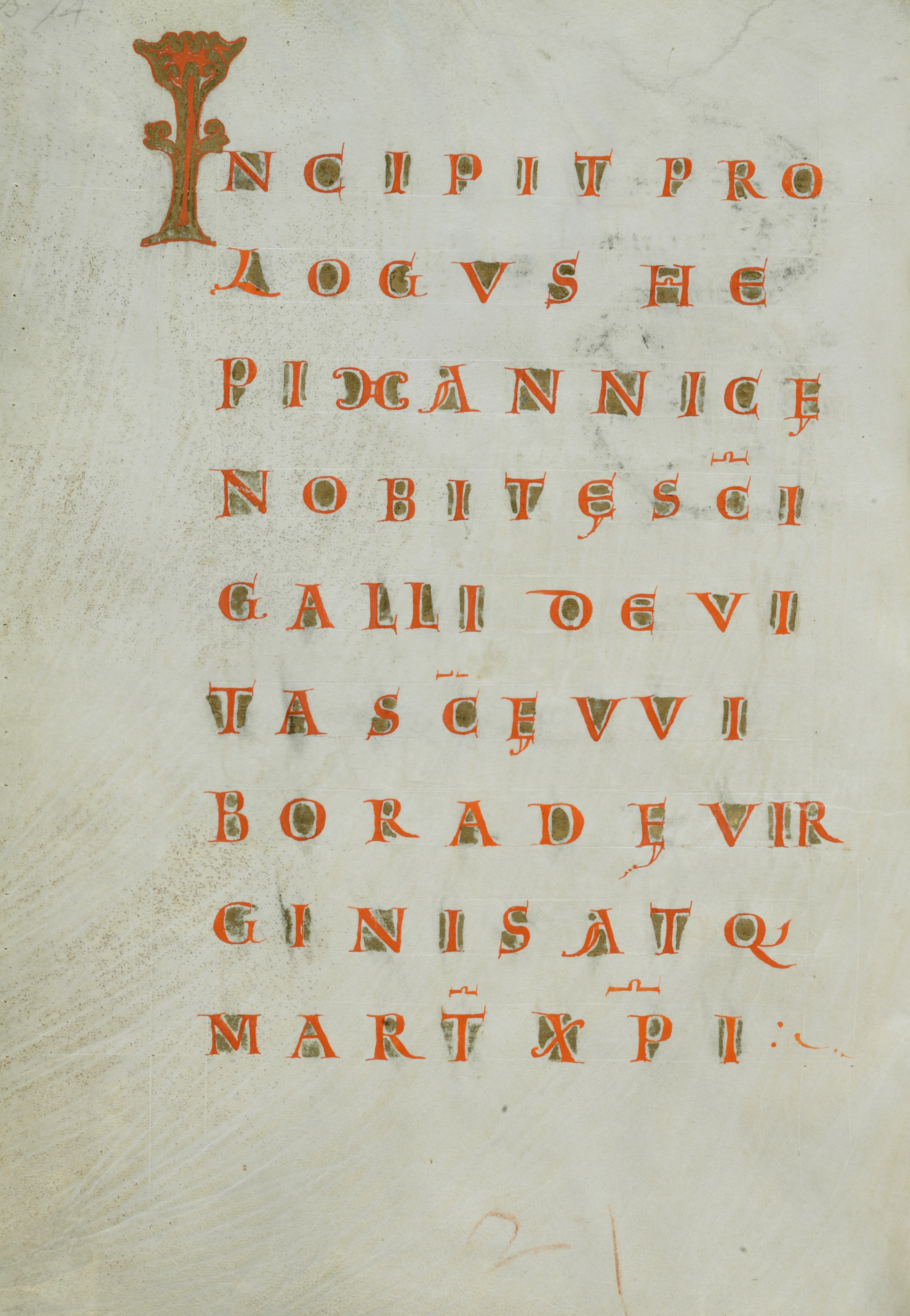
Titelseite des Prologs zur Vita II sanctae Wiboradae von Herimann. Original um 1072–1076, Codex Sangallensis 560

Die jüngere Vita wurde um 1075, etwa hundert Jahre nach der ersten und 28 Jahre nach Wiboradas Heiligsprechung, niedergeschrieben. Als Autor der Vita II nennt sich, kalligraphisch verschlüsselt, ein Mönch namens Herimannus, der vermutlich identisch mit dem im Widmungsvers genannten Schreiber des ältesten Manuskripts ist. Dieses liegt im Corpus sanktgallischer Heiligenleben (Codex 560) der Stiftsbibliothek St. Gallen vor und ist also möglicherweise die eigenhändige Niederschrift des Verfassers. Auf ihm basieren die Abschriften in den Codices 564, 610 und 1034 der St. Galler Stiftsbibliothek. Zudem überliefert der Codex 586, geschrieben um 1430/36, neben weiteren Heiligenlegenden die älteste bekannte Verdeutschung der Vita II. Er enthält auch die älteste Darstellung von Wiborada, mit einem Buch und einer Hellebarde (die allerdings erst im 13. Jahrhundert entwickelt wurde). Vor 1451/60 entstand eine Übersetzung mit 53 Miniaturen, erhalten im Codex 602 der St. Galler Stiftsbibliothek.

## Lebensdaten
Da Wiboradas Geburtsjahr und ihr Todesalter in keiner Quelle genannt werden, ist ihr Geburtsjahr nicht bekannt. Auch der Geburtsort ist unbekannt. Die vielfältigen Versuche, ihr Elternhaus zu lokalisieren, etwa in Konstanz oder in Altenklingen, wo die Herren von Klingen um 900 eine der frühsten Burgen mit einem Sakralgebäude bauten, können nicht belegt werden und bleiben deshalb Vermutungen.
Nach dem Bericht der Annales Sangallenses maiores und der Weltchronik von Hermann von Reichenau wurde Wiborada 916 bei der Kirche St. Mangen in St. Gallen inkludiert. Das Priesteramt der Kirche, deren Gründung am 13. Oktober 898 von Kaiser Arnulf von Kärnten bestätigt worden war, bekleidete zu dieser Zeit Wiboradas Bruder Hitto.
Das Datum des Martyriums, das Wiborada beim Ungarneinfall am 1. Mai 926 erlitten hatte, wurde von den Mönchen der Abtei St. Gallen in ihr Professbuch eingetragen. Sie schrieben: KALENDIS MAIIS WIBERAT reclusa a paganis interempta („An den Kalenden des Mais wurde die Rekluse Wiberat von Heiden getötet“). Auf diese Notiz folgten drei Einträge im Codex 915 der Stiftsbibliothek St. Gallen, von denen einer fälschlicherweise das Jahr 925 nennt. Die Annales Sangallenses maiores notieren den 2. Mai als Wiboradas Todestag, der ein Montag gewesen sein soll. Obwohl dieses Datum in vielen Quellen übernommen wurde, kann davon ausgegangen werden, dass Wiborada am 1. Mai 926 gestorben ist. Die wahrscheinlich falsche Datierung wird auf die Vita I zurückgeführt, deren Angabe, dass Wiborada von den Ungarn zunächst schwer verletzt liegen gelassen worden sei, so interpretiert worden sein könnte, dass Wiborada erst am darauffolgenden Tag, also am 2. Mai, verstarb.

## Heiligenlegende

### Kindheit und Jugend
Wiborada, die aus einer adligen alamannischen Thurgauer Familie stammte, wird als ein sehr frommes und tugendhaftes Kind beschrieben. Ihre Vorbilder sah sie laut den Vitae in Martha von Bethanien (als Vertreterin der Vita activa) und Maria von Bethanien (als Vertreterin der Vita contemplativa). In den Vitae wird eine kleinere Schwester von Wiborada erwähnt, die früh starb, da sie, anstatt mit ihren Altersgenossen zu spielen, Gott im Gebet um Erlösung vom Erdendasein bat. Auch in ihrer Jugend führte Wiborada ein äußerst gottgefälliges Leben. Täglich ging sie zur Kirche und forderte auch ihre Eltern unentwegt zum Kirchgang auf.
Nach dem Tod ihres Vaters pflegte sie ihre kranke Mutter. Durch ihren Bruder, Priester Hitto, eignete sich Wiborada geistliche Bildung an und erlernte 150 lateinische Psalmen. Mit ihm machte sie auch eine Wallfahrt nach Rom.
In der Vita II wird ihre Tugendhaftigkeit eingehender beschrieben, ihr zufolge fastete Wiborada häufig drei Tage hindurch und kasteite ihren Körper. An einem Festtag ritt Wiborada einmal mit ihrer Mutter und ihren Gefährten zu Pferd zur Kirche. Sie hatte ein plötzliches Berufungserlebnis, legte daraufhin ihren Schmuck ab und stieg vom Pferd. Von da wandte sie sich von jeglichem Überfluss ab.

### Zeit vor dem Erscheinen in St. Gallen
Nach der Schilderung der beiden Vitae entschloss sich Wiborada, ihrem Bruder Hitto, einem Priester in St. Gallen, zu dienen. Sie schickte ihm Kleider und andere notwendige Dinge und fertigte Einbände für die heiligen Bücher an. Hitto begann, sie die Psalmen zu lehren. Nach dem 49. Psalm vernachlässigte er jedoch den Unterricht. Nachdem eine Erscheinung ihn ermahnte, seiner Pflicht nachzukommen, brachte er Wiborada auch den 50. Psalm bei. Die restlichen 100 Psalmen erlernte Wiborada später durch Eingebung des Heiligen Geistes. Da Hitto am ersten Fastensonntag Sänger für die Heilige Messe fehlten, unterstützte ihn Wiborada beim Singen des 90. Psalms. Ihr schöner Gesang wurde als wunderbares Ereignis empfunden. Nach dem Tod ihres Vaters pflegte Wiborada selbstlos ihre Mutter. Zudem sorgte sie für fremde Kranke, die ihr Bruder mit nach Hause brachte. Die Vita I berichtet von einer Pilgerfahrt nach Rom, die Wiborada mit ihrem Bruder unternahm. In der Vita II fehlt dieses Kapitel. Später trat Hitto, einem Rat Wiboradas folgend, als Mönch in das Kloster St. Gallen ein. Wiborada lebte weitere sechs Jahre lang in der Welt. Die Vitae beschreiben jedoch detailliert, dass sie in dieser Zeit ein asketisches Leben mit Fasten, Nachtwachen, Schlafen auf dem blossen Boden und Selbstgeisselung führte.
In der Schilderung der Vita II erschien Wiborada der Teufel in Gestalt eines Schweins. Wiborada bekreuzigte sich. Der Teufel habe darauf eine ihrer Dienerinnen dazu gebracht, sie zu verleumden, worauf auf Anordnung des Bischofs in einem Gottesurteil über die Richtigkeit der Vorwürfe entschieden wurde. Wiborada erwies sich als unschuldig, bestrafte die Verleumderin jedoch nicht. Diese verliess – so berichtet die Vita II – Wiboradas Haus und diffamierte sie weiterhin, bis sie von Gott mit Wahnsinn geschlagen worden sei und in Armut starb. Der Bischof wurde auf Wiborada aufmerksam und lud sie nach Konstanz ein. Seinen Vorschlag, in das Kloster Lindau einzutreten, lehnte sie ab, da ihr der St. Galler Stadtpatron Gallus in einer Vision erschien und ihr davon abriet. Dieser Abschnitt in Wiboradas Leben fehlt in Vita I.

### Leben in St.Gallen

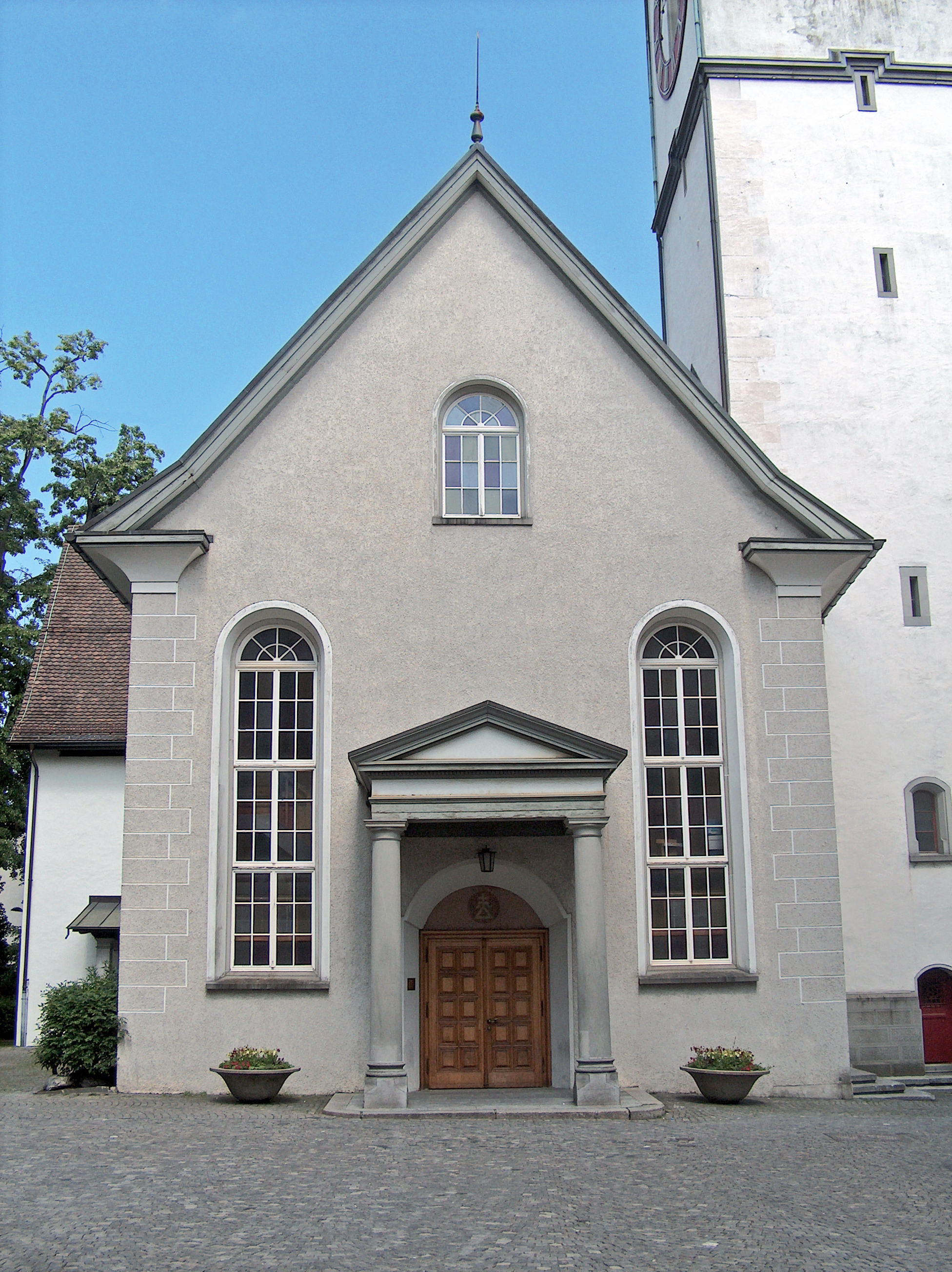
Die heutige Gestalt der Kirche St. Mangen. Zehn Jahre lang lebte Wiborada auf diesem Hügel als Inklusin, wo genau, ist unbekannt.

Beide Vitae schildern nun, wie Wiborada zusammen mit dem Bischof, der auch Abt von St. Gallen war, nach St. Gallen reiste. Bei St. Georgen (ein heute eingemeindetes Dorf südwestlich der St. Galler Altstadt) lebte sie vier Jahre lang mit ihren Dienerinnen Kebeni und Bertherada in strengster Askese. Wiboradas Aufenthalt in St. Georgen entspricht den Regeln der Trullanischen Synode von 692, die eine dreijährige Vorbereitungs- und Bewährungszeit im Kloster vor dem Leben als Inklusin vorschrieben. In der Vita II wird berichtet, wie Wiborada eines Nachts ein Engel erschien und dreimal den 21. Psalm sang.
Unterdessen wurde bei der Kirche St. Mangen auf Anordnung des Bischofs eine Zelle errichtet, in die Wiborada vom Bischof unter den Gebeten des Volkes eingeschlossen wurde. Sogleich habe der Teufel versucht, sie vom Beten abzuhalten, sei jedoch mit den Kreuzzeichen vertrieben worden. Die Vitae berichten in der Zeit des Lebens als Inklusin von mehreren Prophezeiungen und Wundern. So erschien Wiborada wiederum Gallus und sagte ihr ein Seeunglück von Klosterleuten auf dem Bodensee voraus, das tatsächlich eintraf. Einem Klosterschüler namens Ulrich, dem Heiligen Ulrich von Augsburg, kündigte sie die Berufung als Bischof von Augsburg an – ein Zusammentreffen von Wiborada und Ulrich als Klosterschüler ist allerdings chronologisch unmöglich. In einer weiteren Vision erschien Wiborada eine verstorbene Dienerin und wies sie darauf hin, dass die Heiligen Gefässe von einer Dienerin, die Wiborada beaufsichtigt habe, nicht gut gereinigt worden seien.

### Martyrium

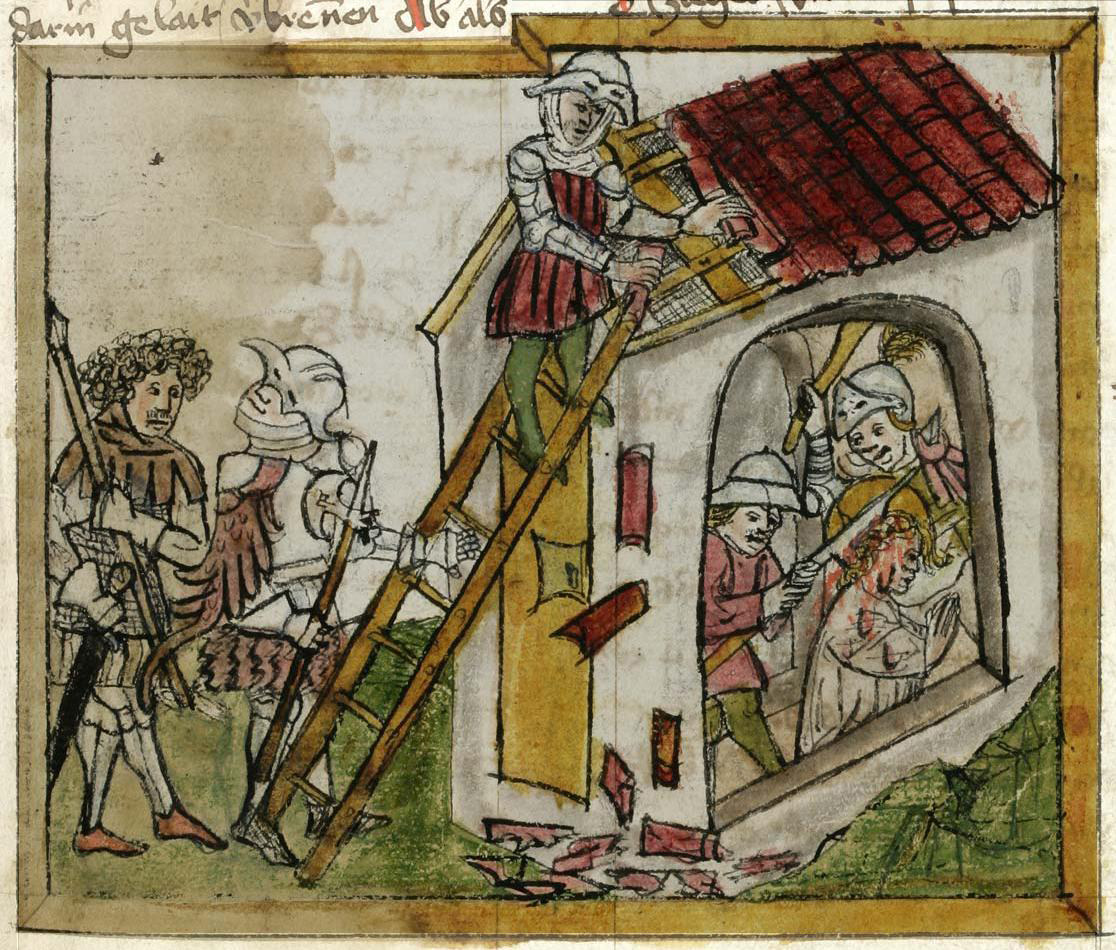
Wiboradas Martyrium, dargestellt vor 1451/60 im Codex Sangallensis 602

Im Juni 925 sei Wiborada in einer Vision der Ungarneinfall im nächsten Jahr in das Kloster St. Gallen und ihr eigener Märtyrertod offenbart worden. In den Vitae wird das Datum des 1. Mai 926 genannt. Entgegen dem Drängen des Abtes Engilbert weigerte sich Wiborada, ihre Zelle zu verlassen. Laut Vita I riet sie Engilbert aber, die Schätze des Klosters, darunter kostbare Manuskripte, auf einer Fluchtburg, vermutlich der Waldburg im Sitterwald, in Sicherheit zu bringen. Als schliesslich die Ankunft der Ungaren gemeldet wurde, flohen auch die Mönche des Klosters auf die Burg. Wiboradas Bruder Hitto gelang die Flucht erst im letzten Augenblick.
Die Barbaren drangen zur Kirche St. Mangen vor und steckten sie in Brand. Auch an die Klause legten sie Feuer, das aber wie durch ein Wunder erstickt wurde. Weil sie keinen Eingang in die Klause fanden, stiegen sie durch das Dach ein. Sie fanden Wiborada vor dem Altar ins Gebet versunken, rissen ihr die Kleider bis auf das Cilicium vom Leib und fügten ihr mit der Axt drei Kopfwunden zu. Laut Vita II starb Wiborada erst am folgenden Morgen. Ihr Bruder Hitto fand sie und benachrichtigte den Abt, der nach acht Tagen von der Burg zurückkehrte. Der Überlieferung zufolge waren Wiboradas Wunden wieder verheilt. Die Vita II berichtet vom feierlichen Begräbnis Wiboradas durch den Abt, begleitet von einer grossen Menge von Gläubigen.

### Wunder
In der Vita I folgen die Wunder (Miracula) unmittelbar auf die Beschreibung des Todes und des Begräbnisses. Im Gegensatz dazu werden in der Vita II gemäss den hagiographischen Anforderungen jener Zeit die Vita und die Wunder in getrennten Büchern behandelt; einige Wunder werden gegenüber der ersten Vita ergänzt. Folgende Wunder werden im Kapitelverzeichnis zur Historia Miraculorum der Vita II aufgeführt:

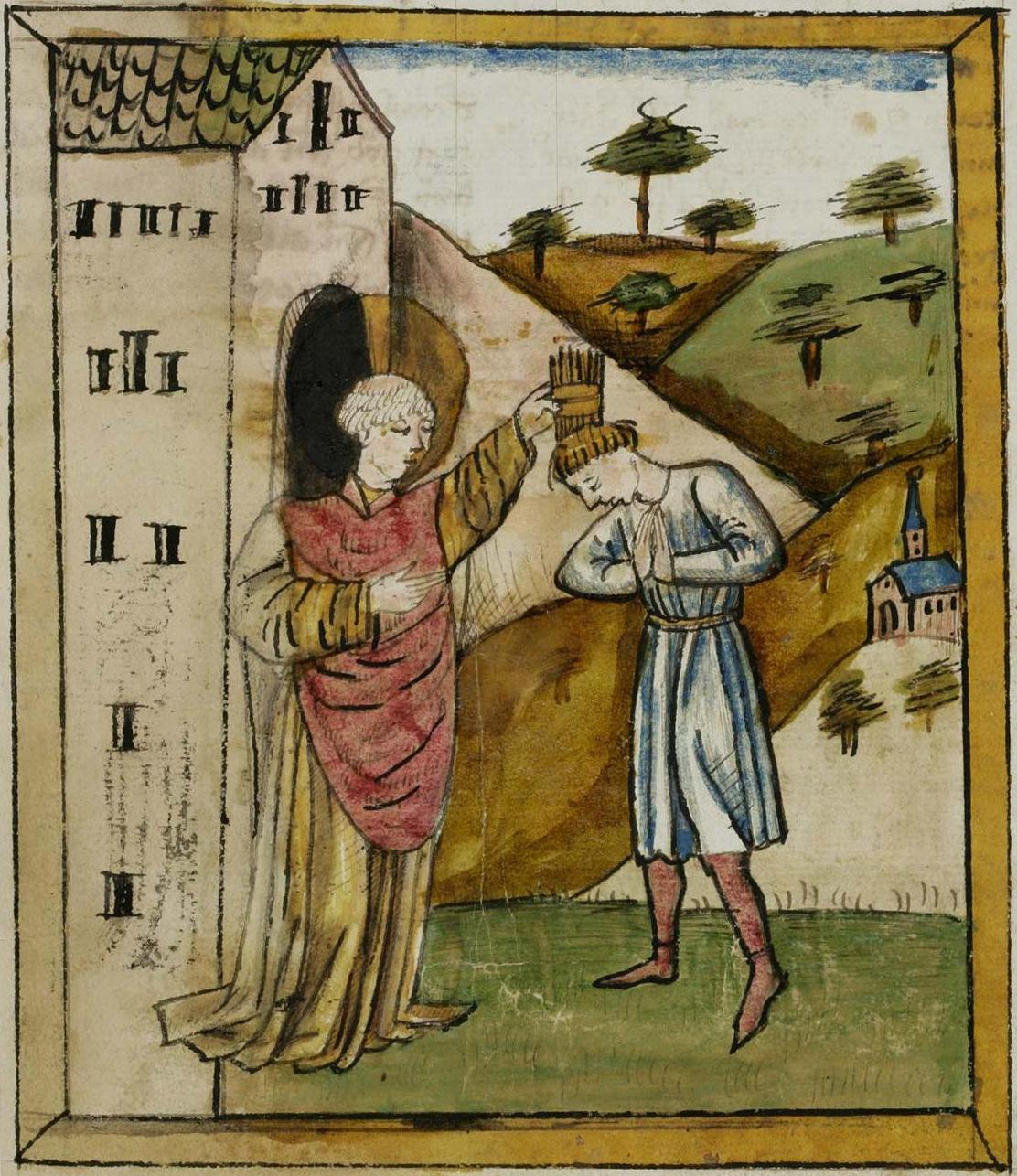
Heilung eines Kranken mit der Kammreliquie Wiboradas, dargestellt vor 1451/60 im Codex Sangallensis 602

- eine Leuchte an Wiboradas Grab wird vom Himmel her angezündet;
- eine Dienerin erblickt in der Kirche einen Lichtschein, der von Wiborada stammt;
- ein Fenchel an Wiboradas Grab grünt während des Winters;
- Hitto findet Wiboradas Kamm schwebend über dem Grab auf;
- durch die Kammreliquie wird ein Augenkranker geheilt;
- Rachild wird durch ein Wunder von einer Krankheit geheilt;
- ein Klosterschüler namens Ulrich wird an Wiboradas Grab geheilt;
- Wiborada drückt Hitto in einer Vision ihr Missfallen am neuen Altartuch aus;
- Pliddruda, Rachilds Schwester, wird von Wiborada geheilt;
- nach einem Gelübde wird der Priester Eggibert von seinem Augenleiden geheilt;
- eine Frau namens Reginsinda hält ihr Gelübde nach einer Heilung dagegen nicht ein und wird dafür bestraft;
- zwei weitere Kranke erlangen an Wiboradas Grab ihre Gesundheit wieder;
- ein Stück Holz von Wiboradas Bottich heilt Zahnschmerzen;
- Wiboradas Dienerin Kebeni wird von den Verletzungen geheilt, die der Teufel ihr zufügte, indem er sie in eine Herdstelle stieß;
- bei der Überführung der Reliquien in die Kirche erleidet ein Maurer einen Unfall, wird aber auf wundersame Weise geheilt.

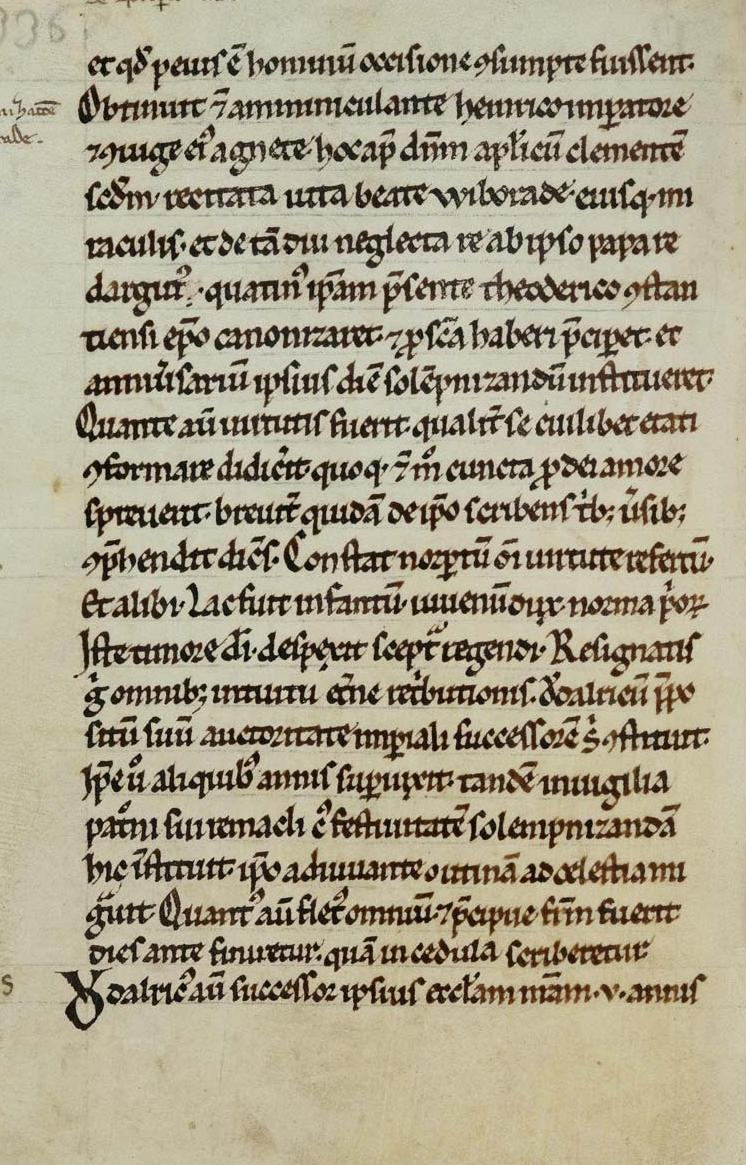
Die einzige Quelle zur Heiligsprechung Wiboradas: Casus sancti Galli, Codex 615 Sangallensis, älteste erhaltene Abschrift um 1200

## Nachleben

### Verehrung als Heilige
Laut den beiden Vitae wurde Wiboradas Anniversarium, der Jahrestag des Todes und der Grablegung, bereits ab 927, dem Jahr nach Wiboradas Tod, regelmässig feierlich begangen. Obwohl das Anniversarium richtigerweise am 1. Mai gefeiert werden müsste, wurde es bei der Heiligsprechung auf den 2. Mai festgelegt. Auch nach der neuesten Reform der Liturgie des Bistums St. Gallen, vor der Wiboradas Anniversarium vorübergehend auf dem 11. Mai verlegt worden war, wird der Heiligen am 2. Mai gedacht.
Über die Heiligsprechung Wiboradas im Januar 1047 berichtet nur eine zeitgenössische Quelle, die anonyme Fortsetzung der Klosterchronik Casus sancti Galli von Ekkehard IV., deren älteste erhaltene Abschrift der Codex 615 der Stiftsbibliothek ist. Auf Seite 336 gibt sie an, Wiborada sei von Papst Clemens II. auf Vorschlag von Kaiser Heinrich III. und seiner zweiten Gattin Agnes von Poitou unter Beisein des Konstanzer Bischofs Theodericus heiliggesprochen worden. Die Heiligsprechung Wiboradas sei zuvor bereits von zwei Päpsten beschlossen, aber nicht vollzogen worden. Eine päpstliche Bulle ist nicht erhalten. Die Förderung durch Heinrich III. in jener Zeit kann vor dem Hintergrund antichristlicher Umwälzungen in Ungarn gesehen werden.

### Wiborada-Grab

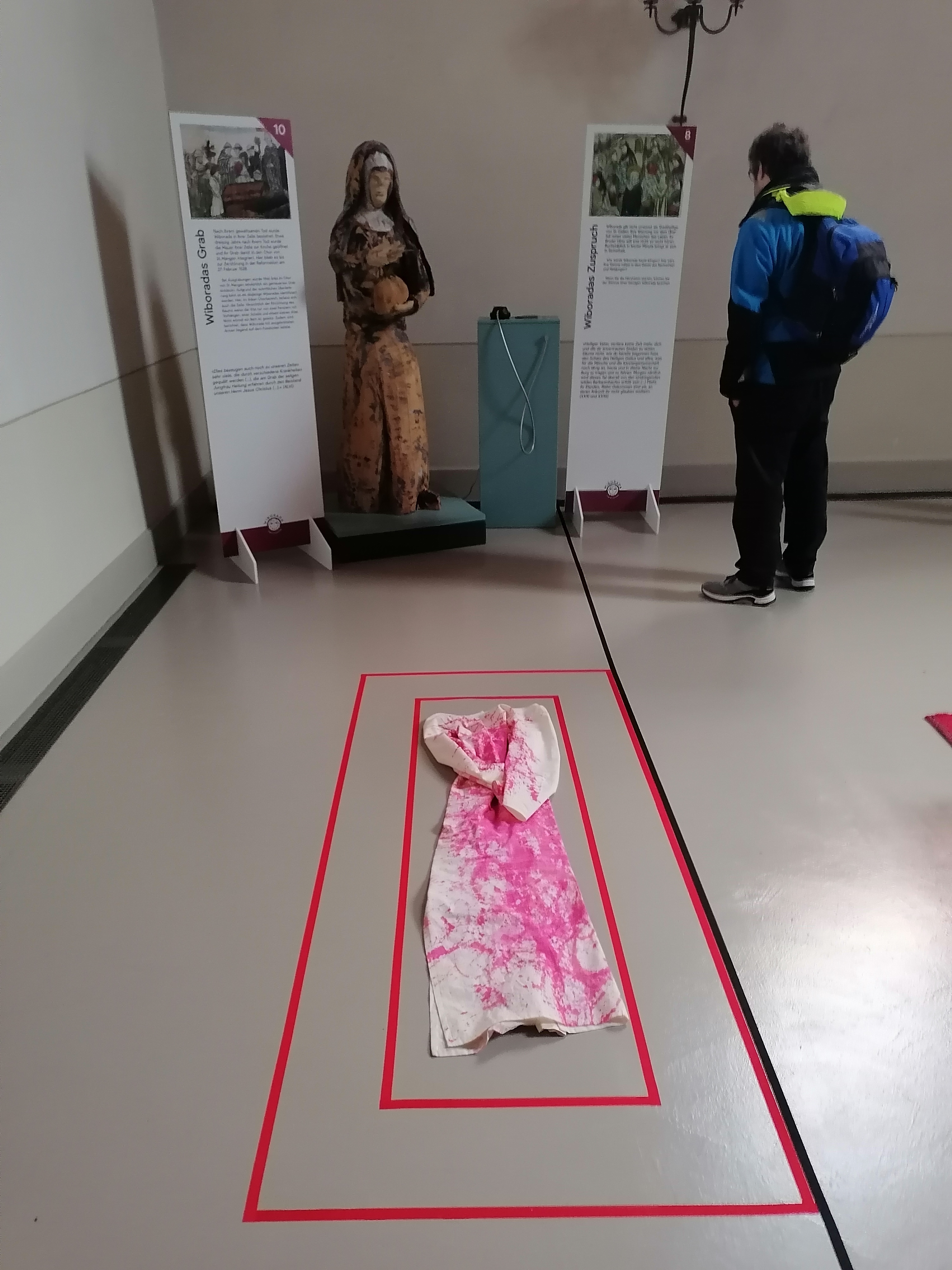
Kirche St. Mangen: Artefakt aus der Performance von Lika Nüssli

Im Zuge des vom Stadtrat angeordneten St. Galler Bildersturms wurden das Wiborada-Grab sowie das ihrer Schülerin und Nachfolgerin Rachildis nebst Reliquien am 27. Februar 1528 zerstört. Die Gebeine Wiboradas gelten seitdem als verschollen. Die an St. Mangen gelegene Wiboradakapelle wurde zur Bibliothek umfunktioniert und im Jahr 1774 abgerissen. Im Mai 2023 griff die St. Galler Künstlerin Lika Nüssli in der Performance I Adore You die Zerstörung des Grabes auf. Im Rahmen des ökumenischen Wiborada-Projektes 2021–2026 legte sie sich an verschiedenen Orten im Stadtraum St. Gallens in einem weissen Nonnenhabit auf den Boden und ließ sich von Passanten mit hellrosaner Farbe übergießen. Das gefärbte Nonnenhabit blieb als künstlerisches Artefakt erhalten und wurde im Verlauf des Monats Mai 2023 an der vermuteten historischen Grabstelle in der Kirche St. Mangen als ‚moderne Reliquie‘ ausgestellt.

### Wiborada-Offizium
Schon aus dem 11. Jahrhundert ist ein Wiborada-Offizium belegt, allerdings nur in Fragmenten: Ein Doppelblatt aus einem Antiphonar mit Offizien auf heilige Frauen, darunter Wiborada, findet sich im St. Galler Stadtarchiv (Band 508, Schachtel „Fragmente, Bücher“). Als zusammenhängendes Textstück finden sich darin die letzten Antiphonen der ersten Nokturn sowie die darauffolgenden vier Responsorien.
In einer Handschrift aus dem 14. Jahrhundert (St. Gallen, Stiftsbibliothek 503k, fol. 235v–236r) findet sich ein Wiborada-Offizium in Kurzfassung, bestehend aus der Magnificat-Antiphon, fünf Antiphonen zu den Laudes, Evangelica antiphona und der Antiphon zum Benedictus. Textübereinstimmungen mit der Handschrift aus dem 11. Jahrhundert gibt es keine. Hingegen wurde die Magnificat-Antiphon in andere Handschriften der Stiftsbibliothek nachträglich eingetragen, was nahelegt, dass sie die Eingangsantiphon des alten Wiborada-Offiziums war.
Im Supplementum Breviarii des St. Galler Mönchs Gallus Wagner von 1574 (Stiftsbibliothek St. Gallen 1787, S. 221–230) findet sich das komplette Wiborada-Offizium, wie es im 16. Jahrhundert im Gebrauch war. Aufgrund textlicher Übereinstimmungen mit der Handschrift aus dem 11. Jahrhundert nimmt Walter Berschin an, dass sich das in der alten Handschrift fehlende bzw. nicht lesbare aufgrund der Fassung aus dem 16. Jahrhundert ergänzen lässt. Er präsentiert eine Rekonstruktion des Wiborada-Offiziums aufgrund der verschiedenen Quellen.

### Wiboradawein
Zur Heiligenverehrung Wiboradas gehört ein Brauch, der sich bis in die Gegenwart gehalten hat: Die Spendung des gesegneten Wiboradaweines am Gedenktag der Heiligen. Wie beim Galluswein, der dem Brauch als Vorbild diente, wird der gesegnete Wein mit einem Löffel, der Wiborada gehört haben soll, aus einer muschelförmigen Schale gespendet. Der Löffel ist aus Holz und wurde im 17. Jahrhundert in Silber gefasst, die Silberschale trägt die Jahreszahl 1698 und wurde eigens für diesen Brauch hergestellt. Beide Gegenstände gehörten zum Besitz des Wiboradaklosters in St. Georgen und werden heute in der Benediktinerinnenabtei St. Gallenberg aufbewahrt.

### Nachahmung Wiboradas
Wiboradas Vorbild fand während des ganzen Mittelalters Nachahmerinnen, die sowohl in St. Georgen als auch bei St. Mangen als Jungfrauen und Inklusinnen lebten. Die letzte bekannte Inklusin bei St. Mangen war Barbara Hornbogin, die dort 1509 starb. Im 16. Jahrhundert wurde in St. Georgen das Kloster St. Wiborada der Benediktinerinnen gegründet, das am 8. September 1696 von Abt Leodegar Bürgisser zum Priorat erhoben wurde. Das Kloster wurde am 3. Juni 1834 durch einen Beschluss des Grossrats aufgehoben; sein Archiv befindet sich heute im Stiftsarchiv St. Gallen.

## Weiteres

### Diöszesan-Eremitin
Seit 2011 gibt es mit Schwester Fabienne Bucher im Bistum St. Gallen die erste moderne Diözesan-Eremitin, die direkt dem Bischof unterstellt ist. Sie bezieht sich in ihrer Tradition dezidiert auf Wiborada. Am 18. März 2017 empfing sie die Eremitinnenweihe. Fabienne Bucher war zuvor seit 1997 Spitalseelsorgerin am Kantonsspital St. Gallen.